# Justicia hyssopifolia
Justicia hyssopifolia är en akantusväxtart som beskrevs av Carl von Linné. Justicia hyssopifolia ingår i släktet Justicia och familjen akantusväxter. Inga underarter finns listade i Catalogue of Life.